# Brandenburger Haus
Het Brandenburger Haus is een berghut, gelegen tussen de Gepatschferner en de Kesselwandferner, in de Ötztaler Alpen in de Oostenrijkse deelstaat Tirol. Het is de hoogstgelegen berghut van de Deutsche Alpenverein (DAV) en behoort toe aan de sectie Berlijn.

## Geschiedenis
In 1903 werd voor het eerst het idee geopperd het Brandenburger Haus te bouwen ten bate van het onderzoek naar de Gepatschferner, om zo een van de grootste samenhangende gletsjeroppervlakten van de Oostelijke Alpen te kunnen onderzoeken. Het werd uiteindelijk gebouwd op een zuidflank van de later naar de architect vernoemde Dahmannspitze (3397 meter). Omdat de bouw van de hut enkel gedurende enkele weken in de zomer mogelijk was, werd de hut pas in 1909 geopend.
Gedurende de Eerste Wereldoorlog trok het Oostenrijkse leger in het gebouw, om onder leiding van Luis Trenker bergjagers op te leiden. Sinds de jaren '60 hebben talrijke restauratie- en moderniseringswerkzaamheden plaatsgevonden.

## Tochten

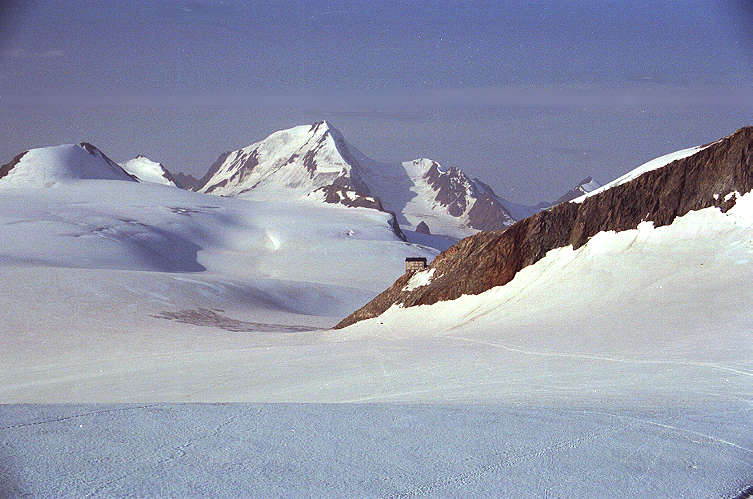
Het Brandenburger Haus voor de Weißkugel

Vanwege de hoge ligging van het Brandenburger Haus op een rotseiland tussen de Kesselwand- en Gepatschferner voeren alle klimtochten naar de hut over hoogalpien landschap en spletenrijke gletsjers. Degelijke klimuitrusting is derhalve een vereiste.
Vanuit Vent (1894 meter), dat vanuit het Ötztal bereikbaar is, voert de tocht via de Rohenhöfe naar Hochjoch-Hospiz (2413 meter). Van daar voert de tocht via de Deloretteweg en de Kesselwandferner in ongeveer vijf tot zes uur naar het Brandenburger Haus. Vanuit het Kaunertal begint de tocht bij het Gepatschhaus. Van daar uit voert het in ongeveer drie uur naar de Rauhekopfhütte (2731 meter) en dan in tweeënhalf tot drie uur over de spletenrijke Gepatschferner naar het Brandenburger Haus. Een alternatieve route vanuit het Kaunertal vertrekt vanaf de parkeerplaats van het Gletscherrestaurant Weissee (2750 meter), onder de Weißseespitze links over de gletsjer en de rotskam omhoog en dan verder over de Gepatschferner naar het Brandenburger Haus. Deze route duurt in gunstige sneeuwomstandigheden ongeveer drie uur en heeft ook het voordeel dat ze vlakker is dan degene die langs de Rauhekopfhütte loopt.
Vanaf het Brandenburger Haus kunnen talrijke tochten worden ondernomen. Zo kunnen bijvoorbeeld de huisberg, de Dahmannspitze, als ook de Fluchtkogel, Weißkugel en Weißseespitze worden beklommen. Andere berghutten in de nabijheid zijn, naast de Rauhekopfhütte, de Weißkugelhütte in het Italiaanse Zuid-Tirol en de Vernagthütte, die bereikbaar is via de 3311 meter hoge pas Guslarjoch.